# David Willcocks
Sir David Valentine Willcocks (ur. 30 grudnia 1919 w Newquay, zm. 17 września 2015 w Cambridge) – angielski dyrygent i organista. 

## Życiorys
Od 1929 do 1933 roku śpiewał w chórze Opactwa Westminsterskiego. W 1939 roku podjął studia w King’s College na University of Cambridge, które przerwał jednak z powodu wybuchu wojny. Brał udział w działaniach wojennych, w 1944 roku został odznaczony Krzyżem Wojskowym za uczestnictwo w lądowaniu w Normandii. W 1945 roku podjął ponownie studia, które ukończył w 1947 roku. Pełnił funkcję organisty w katedrze w Salisbury (1947–1950) i katedrze w Worcester (1950–1957). Od 1950 do 1957 roku prowadził City of Birmingham Choir, z zespołem tym w 1952 roku wykonał po raz pierwszy w Anglii Requiem Maurice’a Duruflégo. W latach 1957–1973 był dyrektorem muzycznym King’s College, w tym czasie dyrygował też Cambridge University Musical Society. Od 1974 do 1984 roku był dyrektorem Royal College of Music w Londynie. Wielokrotnie koncertował w kraju i za granicą, jego występy były nagrywane i transmitowane w radio oraz telewizji. W latach 1960–1998 pełnił funkcję dyrektora muzycznego Bach Choir, z którym dał włoską, japońską, portugalską i holenderską premierę War Requiem Benjamina Brittena, a także dokonał pierwszego nagrania całości Pasji według św. Mateusza J.S. Bacha w języku angielskim (1978).
Komandor Orderu Imperium Brytyjskiego (1971). W 1977 roku otrzymał tytuł szlachecki.